# Épiez-sur-Chiers
Épiez-sur-Chiers is een gemeente in het Franse departement Meurthe-et-Moselle (regio Grand Est) en telt 165 inwoners (1999).
De gemeente maakt deel uit van het arrondissement Briey en sinds begin 2015 van het kanton Mont-Saint-Martin. Daarvoor hoorde het bij het kanton Longuyon in hetzelfde arrondissement.

## Geografie
De oppervlakte van Épiez-sur-Chiers bedraagt 5,2 km², de bevolkingsdichtheid is 31,7 inwoners per km².
Het plaatsje ligt aan de Chiers en grenst in het noorden aan het Belgische dorp Torgny (gemeente Rouvroy).
De onderstaande kaart toont de ligging van Épiez-sur-Chiers met de belangrijkste infrastructuur en aangrenzende gemeenten.

## Demografie
Onderstaande figuur toont het verloop van het inwonertal (bron: INSEE-tellingen).